# Mitridate, re di Ponto
Mitridate, re di Ponto (Mitridates, rei del Pont) és una opera seria en tres actes, composta per Wolfgang Amadeus Mozart (1770), sobre un llibret italià de V. A. Cigna-Santi. Porta per número K. 87. En l'últim catàleg Köchel: K⁶ 74a.

## Personatges i veu
- Mitridates (Mitridate), rei del Pont. Veu tenor.
- Aspàsia (Aspasia), promesa de Mitridates. Veu soprano.
- Arbates (Arbate), governador de Nimfèon.
- Fàrnaces (Farnace), fill gran de Mitridates. Veu contralt castrat.
- Xifares (Sifare), fill menut de Mitridates. Veu soprano castrat.
- Marci (Marzio), tribú romà. Veu tenor.
- Ismene (Ismene), princesa parta. Veu soprano.

## Història
Mozart va escriure Mitridate mentre es trobava de viatge per Itàlia l'any 1770. Tenia catorze anys. Va ser la seua primera experiència amb l'òpera seriosa. Va rebre cent florins i la manutenció durant els cinc mesos que va tardar a compondre-la. Com la resta de les seues primeres òperes, segueix molt de prop el model italià.
Es va compondre per a inaugurar la temporada musical de Milà, per encàrrec del comte Firmian, governador i mecenes milanès. Les circumstàncies de la seua composició i estrena poden seguir-se a través de les cartes de Leopold Mozart. Es va estrenar amb gran èxit al Teatre Regi Ducal de Milà el 26 de desembre de 1770. Aquesta primera representació va suscitar l'entusiasme del públic, de Giuseppe Parini i de tots els cantants. El castrato Pietro Benedetti va afirmar que, si el públic no quedava encantat amb el duet final del segon acte, "es faria castrar per segona vegada".
Després d'aquesta primera representació, n'hi va haver altres vint en el mateix escenari, dirigint Mozart les quatre primeres. No es va tornar a representar fins al segle xx.

## Sinopsi
L'acció té lloc a Nimfèon, port de Crimea, Regne del Pont l'any 63 adC. El protagonista és el rei Mitridates VI Eupàtor (132-63 adC). Ocupat en les seues lluites contra els romans, deixa la seua promesa Aspàsia, a cura dels seus fills, Fàrnaces i Xifares. Després de patir una severa derrota, Mitridates és donat per mort.

### Acte
Escena 1
Arbates, el governador de Nimfèon, dona la benvinguda a Xifares. Xifares es queixa del seu germà, Fàrnaces, a causa dels forts llaços que l'uneixen els romans, els seus enemics. Arbates jura lleialtat a Xifares. Aspàsia prega a Xifares, perquè l'ajude a resistir els avanços de Fàrnaces. Xifares accepta les seues súpliques, i alhora revela el seu amor per ella. Aspàsia ama secretament a Xifares.
Escena 2
Fàrnaces, el primogènit, ofereix el seu amor a Aspàsia, qui el rebutja amb el suport de Xifares, que la protegeix enfront del seu poderós germà. Arriben notícies que Mitridates és viu i s'acosta a la ciutat. Arbates insta als germans a sobreposar-se a les seues diferències i saludar son pare. Fàrnaces conspira amb Marci, tribú romà, contra Mitridates.
Escena 3
Mitridates arriba a Nimfèon amb la princesa Ismene, filla del rei dels parts, per a oferir-la com a esposa al seu fill Fàrnaces. Mitridates vol que Fàrnaces es case amb Ismene, la seua promesa. Ismene està enamorada de Fàrnaces. Arbates li diu a Mitridates que Fàrnaces persegueix a Aspàsia, però no esmenta a Xifares. Gelós, Mitridates jura venjar-se de Fàrnaces.

### Acte II
Escena 1
Fàrnaces menysprea i amenaça a Ismene, i aquesta li ho diu a Mitridates, el qual suggereix que es case amb Xifares. Mitridates demana a Aspàsia que es casen immediatament, però ella vacil·la, la qual cosa demostra la seua infidelitat. Aspàsia li confessa el seu amor a Xifares, però acorden separar-se per a salvaguardar l'honor. Xifares planeja anar-se'n i Aspàsia queda preocupada, immersa en el seu conflicte entre l'amor i el deure.
Escena 2
Mitridates és conscient del complot de Fàrnaces i els romans contra ell, i planeja venjar-se'n, malgrat l'oferta de pau que Marci li fa arribar. Deté a Fàrnaces, acusat de traïció. Ismene salva al príncep, Fàrnaces ho confessa tot a son pare i és ingressat a la presó. Aspàsia i Xifares declaren el seu amor i estan disposats a morir, per temor a Mitridates.

### Acte III
Escena 1
Ismene, encara enamorada de Fàrnaces, tracta de convèncer a Mitridates perquè perdone Aspàsia i Xifares. Els romans, guiats per Marci, ataquen i Mitridates es prepara per a la batalla. Aspàsia pensa a suïcidar-se ingerint verí, i només la intervenció de Xifares aconsegueix salvar-la. Xifares també vol morir i s'uneix a son pare en la batalla.
Escena 2
Marci allibera a Fàrnaces i li promet el tron de son pare si li ajuda. Però el príncep canvia d'idea, es penedeix de la seua traïció i s'uneix a l'exèrcit de son pare.
Escena 3
Mitridates és ferit en combat i ell mateix es llança sobre la seua espasa per a suïcidar-se, davant la derrota. Abans de morir, perdona els seus fills i dona la seua benedicció a Xifares i Aspàsia, mentre Fàrnaces es declara disposat a casar-se amb Ismene. En el quintet final Xifares, Aspàsia, Fàrnaces, Ismene i Arbates declaren la seua intenció de venjar-se dels romans i combatre a aquells que pretenen acabar amb la llibertat del món sencer.

## Valoració

### Instrumentació original
Originàriament interpretada amb 2 flautes, 2 oboès, 4 trompes, 2 fagots, 2 trompetes, timbals, instruments de corda i baix continu.

### Llibretista
El text original era el Mithridate de Jean Racine (1673); va ser traduït pel clergue Giuseppe Parini. Vittorio Amadeo Cigna-Santi va versificar aquesta traducció per a l'òpera de Mozart. Aquest poeta residia a Torí i va enviar a Milà el llibret per parts.
La història de Mitridates ja havia estat posada en música amb anterioritat, per Quirino Gasparini.

### Estructura musical
Consta d'una obertura, vint-i-un àries, una cavata, una cavatina, un duo i un cor final. Mozart va intercalar set recitatius acompanyats. De les peces vocals d'aquesta òpera, destaquen: 
Núm. 4 Ària d'Aspàsia: Nel sen mi palpita
Núm. 7 Ària de Mitridates: Se di laure il crine adorno
Núm. 13 Ària d'Aspàsia: Nel grave tormento
Núm. 17 Duo de Xifares i Aspàsia: Se viver non degg'io. Duo al final del segon acte en què els dos declaren el seu amor.
Núm. 18 Ària d'Ismene: Tu sai per chi m'accese

## Discografia
- Hi ha un enregistrament, amb direcció de Leopold Hager, amb Arleen Augér, Edita Gruberova, Agnès Baltsa, Ileana Cotrubas, Werner Hollweg, i l'Orquestra del Mozarteum de Salzburg (1976, Philips)
- També hi ha disponible un enregistrament a DVD per Charles T. Downey (2006, Ionarts).